# Ingrīda Kadaka
Ingrīda Kadaka (Riga, 29 de juliol de 1967) és una artista, dissenyadora de llibres i il·lustradora letona, més coneguda per la seva tasca en els mitjans de comunicació sobre pintura d'oli i aiguafort.
Es va matricular a l'Acadèmia d'Art de Letònia (1989), i s'hi va graduar el 1993 i llicenciar el 1995. Ha estat membre de la Unió d'Artistes de Letònia de 1997 i ha fet exposicions, tant en solitari com en grup, a la seva Letònia nadiua. La seva feina és notable per l'explotació de motius folklòrics, els colors brillants, les formes senzilles i cridaneres, com també per l'humor. En aquest sentit, seria possible una comparació amb l'art de Marc Chagall.